# Violència filio-parental
La violència filio-parental (VFP) pot definir-se com una sèrie de conductes repetitives de violència física, psicològica o econòmica, dirigida cap als progenitors o als tutors per part dels infants. No entra en aquesta definició les agressions puntuals o les que es produeixen quan no es disposa de totes les facultats mentals. En definitiva, esconsidera com VFP tot acte d'abús exercit pels fills cap als pares amb l'objectiu de guanyar poder i control sobre ells i comporta seqüeles per a les víctimes.

## Història
En els anys 50, després de la Segona Guerra Mundial, era molt difícil pensar en l'existència de manques afectives. Però això no vol dir que no van existir, sino que en els casos en què s'interrompia el desenvolupament d'un nen que havia estat abandonat, el símptomes que experimentava s'explicaven com una degeneració del sistema nerviós.
En els anys 70 es van començar a tenir en compte aquests símptomes i es van descriure com un deteriorament psíquic provocat per l'incest. En aquesta època tots els experts en psiquiatria i psicoanàlisi van explicar que es tractava del típic Complex d'Electra en el qual la nena volia seduir el pare.
Anys després els terapeutes se sorprenen el gran nombre de fills que agredeixen els seus pares. I es va fer una iniciativa d'un particular anomenat Roberto Pereira en la qual investiguen els mecanismes d'aquest fenomen, les formes de combatre'l i d'ajudar a les famílies que ho pateixen.

## Tipus de violència filio-parental
Diferenciem tres tipus:
- Física: consisteix en actes de violència directes com empènyer, bufetejar, donar puntades de peu, donar cops de puny, pegar-los amb algun objecte contundent, amenaçar-los amb elements perillosos, i / o llençar, trencar, llançar, ratllar i pintar objectes de la llar o la pròpia llar.
- Psicològica: tot acte que impliqui menyspreus cap als pares, jocs psicològics perquè arribin a pensar que són ells mateixos els que tenen el problema, crear por amb amenaces reals que impliquin suïcidis del propi fill i abandonament de la llar.
- Econòmica o financera: aquesta s'identifica amb les conductes que tenen diners pel mig i en el cas de no fer-se cap als pares són punibles en el codi penal, alguns exemples són, robar diners o pertinences, incórrer en deutes que hauran de pagar els progenitors o exigir als pares que comprin coses en què no són solvents.

Aquesta violència és exercida de manera continuada, sent un mer control del fill cap als progenitors i no com a defensa pròpia cap a agressions, abusos o tracte vexatori.

### Perfil del maltractador o maltractadora

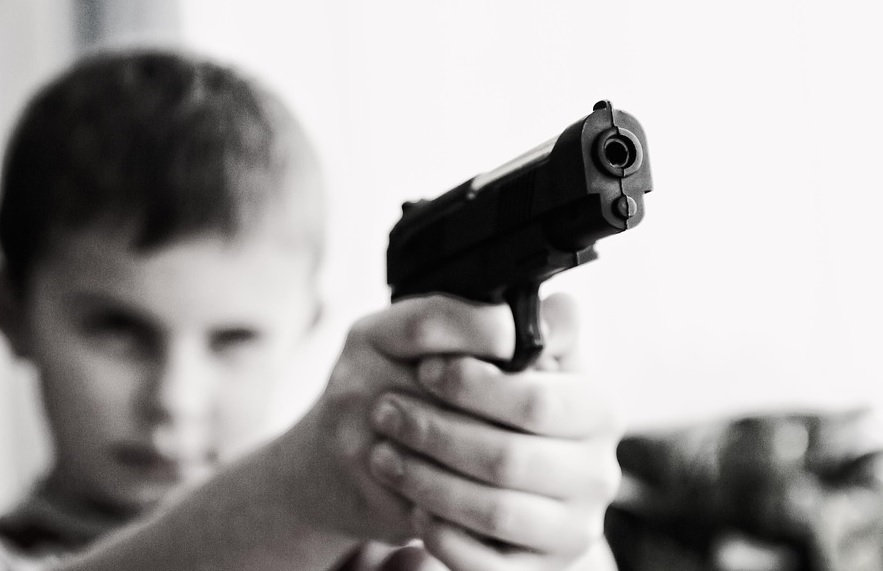
Violència exercida per part dels fills als pares.

Pel que fa al perfil del maltractador (diem maltractador en masculí perquè són majoritàriament adolescents homes) que exerceixen la violència cap a les mares o cuidadores que assumeixen el paper de la criança, amb edats compreses entre els 40-50 anys.
No obstant, en general, els nois exerceixen més violència física i les noies cometen més violència psicològica; En canvi quan parlem de la violència econòmica o financera no s'aprecien diferències per gènere.
En Bilbao es van analitzar 413 expedients judicials corresponents a 103 adolescents de la Fiscalia de Menors de Bilbao (Espanya). Les característiques més destacables dels adolescents amb delictes de violència filio-parental van ser les dificultats escolars i la violència fora de la llar, el que podria correspondre a un perfil d'inadaptació social. A més, els infractors que eren violents cap a algun dels seus progenitors presentaven un percentatge major de trastorns psicològics que els infractors per altres delictes, i entre els trastorns més freqüents es trobaven aquells inclosos dins de la categoria de dèficit d'atenció i comportament pertorbador tal com explica la revista espanyola d'investigació criminològica.

## Factors que influeixen
Quan parlem del context familiar, normalment acostumen a ser persones que han estat educades en un estil educatiu principalment permissiu, amb absència de normes i regles, on els fills compten amb un elevat nivell d'autonomia i responsabilitat avançat per a la seva edat. D'aquesta manera es crea un fals paper en el menor, que creu que pot gestionar als seus pares a la seva pròpia mercè.
No obstant, també es donen en altres estils educatius, com són en l'autoritari i el negligent. En aquest cas parlem de pares que exerceixen una disciplina inconscient, massa crítics amb els seus fills, d'aquesta manera hi ha un baix nivell d'afectivitat entre tots dos.
Un tercer cas és l'absència dels pares, provocant que els fills adopten rols parentals. Davant aquest rol, el seu comportament de rebuig davant aquest rol és la violència.
A més, existeix (encara que menys comú) el ser testimoni de violència filio-parental, això fa que aquell pare que hagi exercit violència filio-parental, el seu fill també l'exerceixi sobre ell, ja que la identifiquen eficaç per resoldre els conflictes.

## Causes de l'aparició de la violència filio-parental
Diversos estudis conclouen que, la majoria dels fills menors que va exercir violència contra els seus pares han viscut también situacions de violència familiar.
És a dir, quan el menor observa o pateix una situació de maltractament o agressió (tant física com psicològica), és més propens a exercir-les en un futur.
Un altre dels factors determinants per a l'aparició aquesta violència és la manca de límits, supervisió i control, i la pèrdua d'autoritat parental.
Així, aquestes situacions acostumen a seguir sempre un model cíclic, semblant al de altres tipus de violència, que es caracteritza per seguir les següents fases:
- Fase d'acumulació de tensió: En ella, el fill acumula tensió deguda a l'existència d'enfrontaments amb sobre pares. Aquesta tensió és cada vegada més gran perquè no hi ha factors que la desactiven.
- Fase d'Explosió: En aquesta fase es quan es produeix la situació de violència descontrolada.
- Fase de penediment: Com a resultat de la descàrrega de violència, es produeix en el fill un fals penediment que, moltes vegades, no es més que el començament d'una nova fase d'acumulació de tensió que culminarà en un altre episodi violent.[9]

### Actitud que es presenta davant la situació
L'actitud que presenta cadascuna de les parts en cada un d'aquests episodis:
Els progenitors, en la primera fase, mostren una actitud suau i conciliadora. Són conscients que hi ha una situació tensa i intenten reduir l'estrès familiar.
El fill, per la seva banda, interpreta aquesta actitud com una rendició i submissió i comença a exigir de forma agressiva i desmesurada, deixant sense autoritat als seus pares que, davant d'això, canvien la seva actitud a una més hostil i severa (que comporta novament estrès familiar i porta a l'acumulació de tensió).
Comença llavors la segona fase, en la qual el fill porta a terme atacs més intensos (violents) i amb més freqüència. Com a conseqüència es produeix la paralització dels pares, que accepten la pèrdua d'autoritat i, reafirmen inconscientment la situació de supremacia i triomf del seu fill, que torna a repetir el cicle.

## Índex de violència filio-parental
L'últim que s'ha recollit a Espanya, són els índexs del 3.1% en violència física, i 12.9% en violència psicològica. No obstant això, segons les dades de la memòria de la fiscalia de l'estat, recollits per última vegada el 2016, han baixat fins als 4355 casos amb 11% menys que l'any anterior en què des del 2013 al 2015 van arribar a ascendir fins a les 4898 denúncies de pares a fills.
Per concretar més, es troben de manera explícita individualment els índexs de violència filio-parental de les cinc comunitats autònomes amb les taxes més altes de delictes d'aquest tipus de violència:

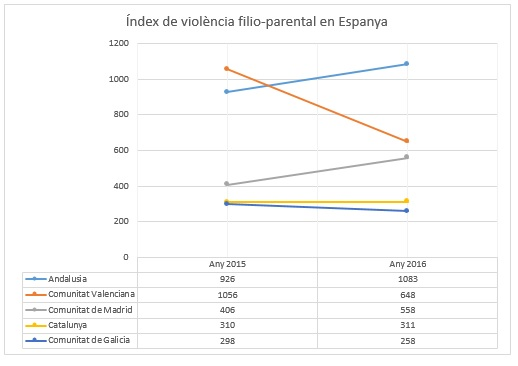
Gràfic sobre les dades de les 5 comunitats autònomes amb la taxa de violència filio-parental més alta en Espanya, dels anys 2015-2016.

- En primer lloc, se situa Andalusia, és la regió que registra major nombre de delictes exercits del descendent al progenitor processant 1083 expedients de reforma durant el 2016, respecte als 926 del 2015, augmentant així el 17%.
- En segon lloc, es troba la Comunitat Valenciana en què es van registrar el 2016 al voltant d'uns 648 casos d'VFP descendint un 57% des del 2015 que tenia una taxa de 1056 denúncies.
- A la Comunitat de Madrid es van registrar 558 delictes de VFP en 2016, augmentant un 37% respecte al 2015 que van ser 406.
- En penúltima posició es troba Catalunya, que va registrar 311 delictes de VFP durant el 2016, i mantenint la mateixa xifra un any enrere amb 310 casos.
- La Comunitat de Galícia es troba en última posició, amb 258 delictes el 2016, enfront dels 298 de l'any anterior, disminuint així el 13% de casos.

En el 2007 el Ministeri de l'Interior espanyol va establir que el nombre de denúncies de violència filio-parental interposades per mares s'ha incrementat considerablement, passen de 3.433 al 2002 a 5.111 al 2007. No obstant això, en el cas dels pares van ser agredits la xifra s'ha mantingut al voltant de les 2.500 denúncies durant el mateix període. Una explicació a aquest fet pot ser deguda al fet que un o els dos progenitors han abdicat de la seva funció parental de comandament o actuació, el que alguns autors denominen absència de la presència parental o disfuncions en l'autoritat jeràrquica. Altres explicacions en relació amb les causes de la violència parental apunten tant als estils educatius parentals sobreprotector, coercitiu o autoritari, com al nivell socioeconòmic de la família.
També,
ASEBA va fer un estudi més ampli on es va analitzar el perfil dels adolescents que exerceixen violencia verbal i física contra els seus pares. Es va agafar una mostra de 1427 adolescents (728 nenes, 682 nens). Els resultats van mostrar que el 65.8% dels casos son abusos com gritar als pares, en canvi els atacs físics són menys freqüents amb el 7.2% restant.
La violència contra els pares se associa amb l'exposició a la violència familiar, la poca disciplina exercida pels pares, tenir amics amb problemes de conducta, símptomes depressius, la conducta delictiva, l'ús de les drigues, la impulsivitat, les creences que justifiquen la violència.

### Solucions en altres països
En el condat de King, en Washington, existeix un programa anomenat Step-Up, on s'identifiquen els factors de risc pels delincuents juvenils i les característiques dels pares i les famílies victimitzades. En aquest programa s'utilitzen tres fonts de dades per a descriure els delinqüents adolescents i les seves famílies:
1. Estadístiques de la fiscalia del comtat de King.
2. Dades d'entrevistes amb aquests joves i els seus pares.
3. Observacions clíniques del personal de Step-Up que han treballat amb col·laboració dels joves i pares durant 10 anys.